# Unfinished Business (альбом EPMD)
Unfinished Business — второй студийный альбом американского хип-хоп-дуэта EPMD, выпущенный 1 августа 1989 года на лейбле Fresh Records/Sleeping Bag Records.
Альбом был спродюсирован самими участниками группы. Место диджея в группе занял DJ Scratch. В записи альбома приняли участие K-Solo и Frank B.
Unfinished Business достиг 53 места в чарте Billboard 200 и 1 места в чарте Top R&B/Hip Hop Albums в американском журнале Billboard. Это был второй альбом группы, попавший на первое место в чарте Top R&B/Hip-Hop Albums. Альбом был сертифицирован RIAA как «золотой» 16 октября 1989 года.
В 1998 году The Source поместил Unfinished Business в свой список «100 лучших рэп-альбомов» и включил сингл «So Wat Cha Sayin'» в список «100 лучших рэп-синглов». В 2005 году альбом занял 7 место в списке «25 лучших хип-хоп-альбомов всех времён» по версии комика Криса Рока для журнала Rolling Stone.
Ведущий сингл «So Wat Cha Sayin'» был единственным чартовым синглом, выпущенным с альбома.

## Приём критиков
| Оценки критиков               | Оценки критиков |
| Источник                      | Оценка |
| ----------------------------- | --- |
| AllMusic                      | 4,5 из 5 звёзд · 4,5 из 5 звёзд · 4,5 из 5 звёзд · 4,5 из 5 звёзд · 4,5 из 5 звёзд                                                                                                |
| Роберт Кристгау               | B+ |
| The Rolling Stone Album Guide | 4 из 5 звёзд · 4 из 5 звёзд · 4 из 5 звёзд · 4 из 5 звёзд · 4 из 5 звёзд |
| RapReviews                    | 8,5 из 10 звёзд · 8,5 из 10 звёзд · 8,5 из 10 звёзд · 8,5 из 10 звёзд · 8,5 из 10 звёзд · 8,5 из 10 звёзд · 8,5 из 10 звёзд · 8,5 из 10 звёзд · 8,5 из 10 звёзд · 8,5 из 10 звёзд |

Allmusic присвоил альбому 4 с половиной звезды из 5, добавив «они делают вещи захватывающими, имея такой привлекательный, пленительный звук». Роберт Кристгау дал альбому B+ рейтинг вскоре после его выпуска. В 2004 году The Rolling Stone Album Guide дал альбому 4 звезды из 5, назвав альбом «более профессиональным».

## Список композиций
| #  | Название                                     | Длительность |
| -- | -------------------------------------------- | ------------ |
| 1  | «So Wat Cha Sayin'»                          | 4:57         |
| 2  | «Total Kaos»                                 | 4:34         |
| 3  | «Get The Bozack»                             | 4:12         |
| 4  | «Jane II»                                    | 3:33         |
| 5  | «Please Listen To My Demo»                   | 3:01         |
| 6  | «It’s Time 2 Party»                          | 4:37         |
| 7  | «Who’s Booty»                                | 4:18         |
| 8  | «The Big Payback»                            | 4:50         |
| 9  | «Strictly Snappin' Necks»                    | 4:29         |
| 10 | «Knick Knack Patty Wack» (feat. K-Solo)      | 4:56         |
| 11 | «You Had Too Much To Drink» (feat. Frank B.) | 7:21         |
| 12 | «It Wasn’t Me, It Was The Fame»              | 6:20         |

## Участники записи
- Эрик Сёрмон – рэп, музыкальный продюсер, автор песен
- Пэрриш Смит – рэп, музыкальный продюсер, автор песен
- Диджей Скретч – DJ (скретч)
- Кей Соло – рэп («Knick Knack Patty Wack»)
- Фрэнк Би. – рэп («You Had Too Much To Drink»)
- Чарли Маротта – звукорежиссёр, гитара («You Had Too Much To Drink»)
- Иван «Док» Родригес – звукорежиссёр
- Хоуи Вайнберг – мастеринг
- Джанетт Бекман – фотограф
- Эрик Хейз – художник (логотип EPMD)
- Сьюзан Хайсер – дизайнер (обложка альбома)

## Чарты

### Еженедельные чарты
| Чарт (1989)                            | Высшая позиция |
| -------------------------------------- | -------------- |
| США (Billboard 200)                    | 53             |
| США (Billboard Top R&B/Hip-Hop Albums) | 1              |

### Синглы
| 1989 | «So What Cha Sayin'» | 23 | 5 |

## Сертификации
| Регион | Сертификация | Продажи  |
| --- | ------------ | -------- |
| США (RIAA) | Золотой      | 500,000^ |
| * Данные о продажах приведены только на основе сертификации. ^ Данные о тиражах приведены только на основе сертификации. |              |          |